# Friedrich W. Busch
Friedrich W. Busch (* 5. Juli 1938 in Bocholt; † 28. Mai 2021 in Rastede) war ein deutscher Pädagoge.

## Leben
Er studierte in Münster und Berlin für das Lehramt an Volksschulen und war ab 1963 als Lehrer an Grund- und Hauptschulen in Münster tätig. Nach dem Zweitstudium in Pädagogik absolvierte er 1971 die Promotion. Von 1974 bis zur Emeritierung 2005 war er Professor für Pädagogik und Vergleichende Bildungsforschung im damaligen Fachbereich Pädagogik der Universität Oldenburg.

## Schriften (Auswahl)
- Familienerziehung in der sozialistischen Pädagogik der DDR. Berlin 1980, ISBN 3-548-35069-0.
- Über den Umgang mit Kindern. Die Bedeutung Janusz Korczaks für das pädagogische Denken der Gegenwart. Oldenburg 2005, ISBN 3-8142-1161-8.
- mit Wolf-Dieter Scholz und Kolja Briedis: Ehe – Familie – Partnerschaft. Wie denken Jugendliche über das Zusammenleben der Geschlechter? Eine empirische Untersuchung in der Weser-Ems-Region. Oldenburg 2006, ISBN 3-8142-0999-0.
- Makarenko, Montessori, Korczak. Vorstellungen über den Umgang mit Kindern und Jugendlichen. Oldenburg 2008, ISBN 978-3-8142-1179-4.